# Hollywood and Highland Center

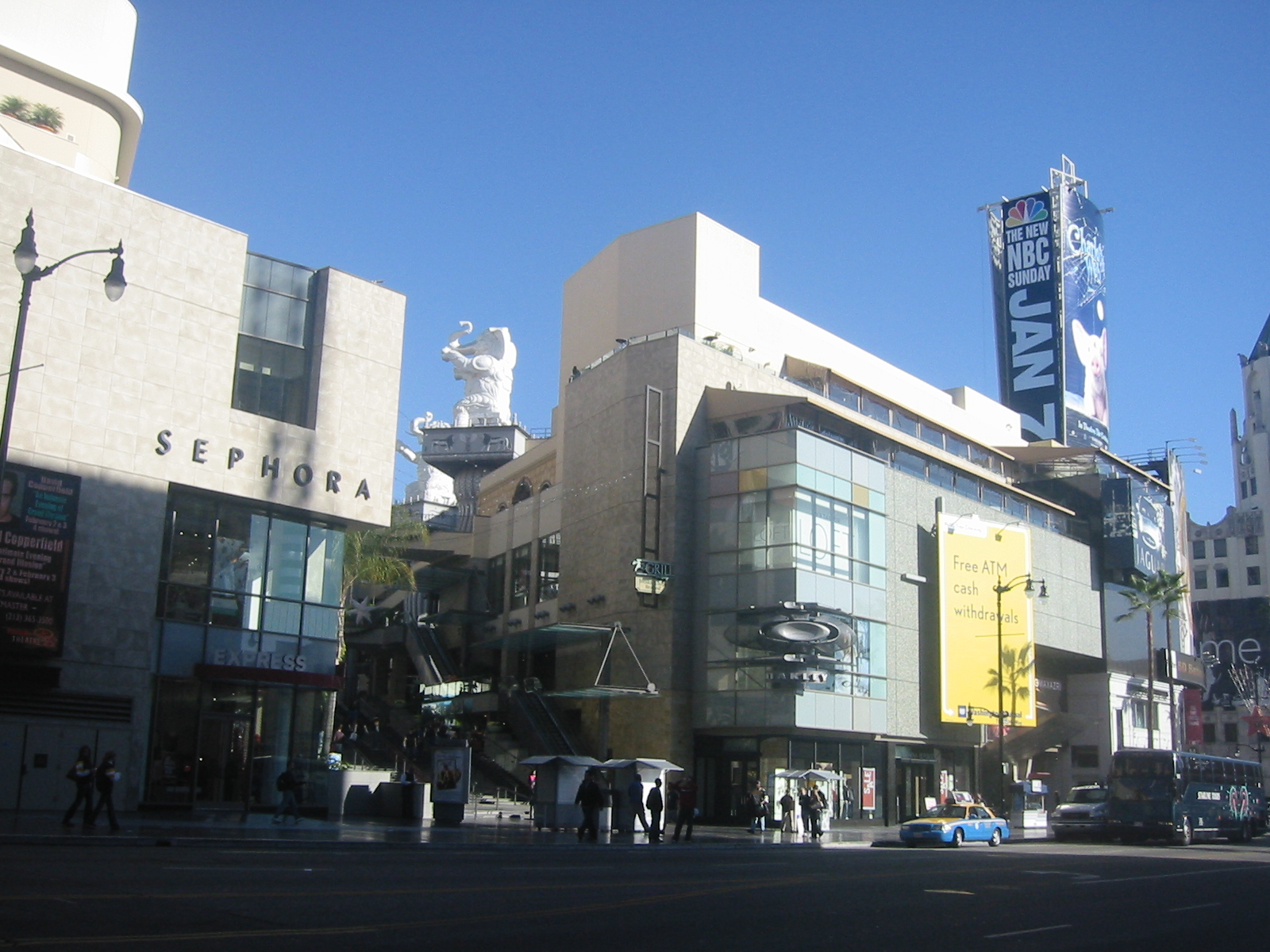
The Hollywood and Highland Center — amplasate pe Hollywood Boulevard în Highland Avenue, Hollywood, California.

Hollywood and Highland Center este un complex comercial și de divertisment situat la intersecția străzilor Hollywood Boulevard și Highland Avenue din cartierul Hollywood din Los Angeles. Centrul are o suprafață de 36.000 de metri pătrați și curpinde TCL Chinese Theatere (fostul Mann's Chinese Theatre) și Teatrul Dolby (cunoscut anterior ca Teatrul Kodak), unde se decernează Premiile Oscar. Complexul este situat pe locul unde a existat renumitului Hotel Hollywood. Situat în inima cartierului Hollywood, de-a lungul Hollywood Walk of Fame, este una dintre cele mai vizitate destinații turistice din Los Angeles.